# Стадіон «Шахтар» імені Петра Олійника
Стадіо́н «Шахта́р» і́мені Петра́ Олі́йника — розташований у місті Шептицький на Львівщині. Був збудований в 1967 році. На стадіоні 1967-1992 відбувалися матчі СРСР ліги «Б». А в 1992-2013 у Чемпіонат Львівської області з футболу. На ньому грає Шахтар (Шептицький) — неодноразовий чемпіон Львівської прем'єр-ліги. В 2013 футбольний клуб був розпущений, але в 2020 році команда відновилась і стадіон знову приймає матчі 2 ліги Львівської прем'єр-ліги.

### Матчімолодіжної збірної України
| Дата       | Турнір            | Суперник | Рахунок | Голи                                              |
| ---------- | ----------------- | -------- | ------- | ------------------------------------------------- |
| 04-09-2001 | Відбір до ЧЄ 2002 | Вірменія | 1-0     | Бєлік 39"                                         |
| 06-06-2003 | Відбір до ЧЄ 2004 | Вірменія | 4-0     | Бєлік 40" 56" Гусєв 47" Шершун 60"                |
| 12-10-2004 | Відбір до ЧЄ 2006 | Грузія   | 6-0     | Д. Воробей, Алієв, Пуканич, Гладкий (2), Трусевич |